# Суботич, Неманья
Неманья Суботич (серб. Немања Суботић; род. 23 января 1992, Белград) — сербский футболист, полузащитник клуба «Инджия».

## Карьера
Неманья Суботич родился в Белграде. В юношестве играл в таких командах, как «Раднички», «Земун», «Телеоптик» и «Рад».
На взрослом уровне играет с 2011 года. Первым клубом Суботича стала «Будучност» из Первой лиги Сербии. Через три года перешёл в «Бежанию», но через год вернулся в родной клуб.
В 2017 году Неманья Суботич подписал двухлетний контракт с «Войводиной». В основном составе дебютировал 29 июня в квалификации Лиги Европы против словацкого «Ружомберока» (2:1, 0:2). В Cуперлиге Сербии дебютировал 21 июля в игре с «Чукарички».
Осенью 2018 года играл в Словацкой Суперлиге за клуб «Середь».
В январе 2019 года подписал контракт с казахстанским клубом «Тараз», вернувшимся в Премьер-лигу.